# Jörn Schlönvoigt

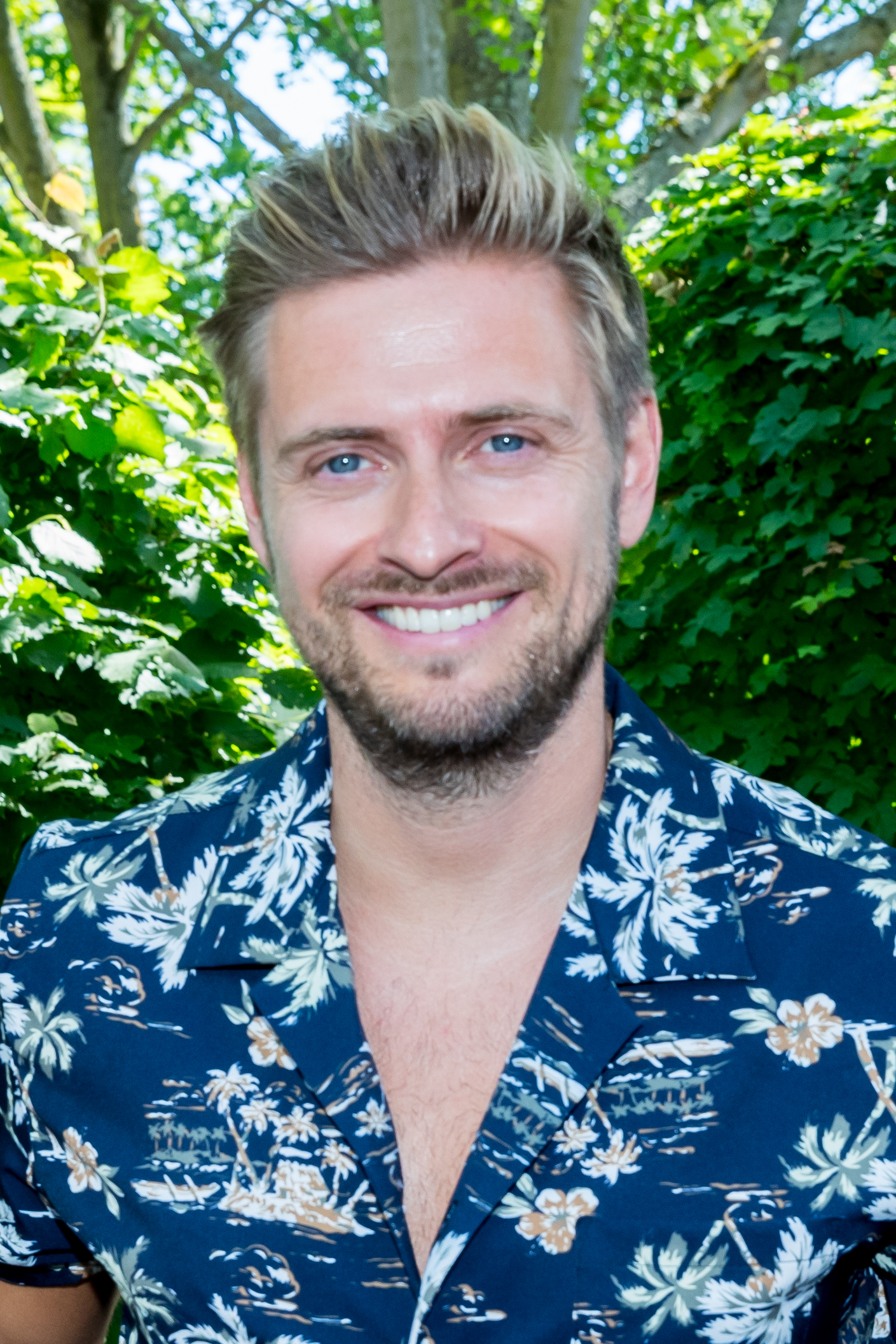
Jörn Schlönvoigt (2024)

Jörn Schlönvoigt (* 1. August 1986 in Berlin-Köpenick) ist ein deutscher Schauspieler und Musiker. Er wurde als Philip Höfer in der Daily-Soap Gute Zeiten, schlechte Zeiten bekannt.

## Karriere

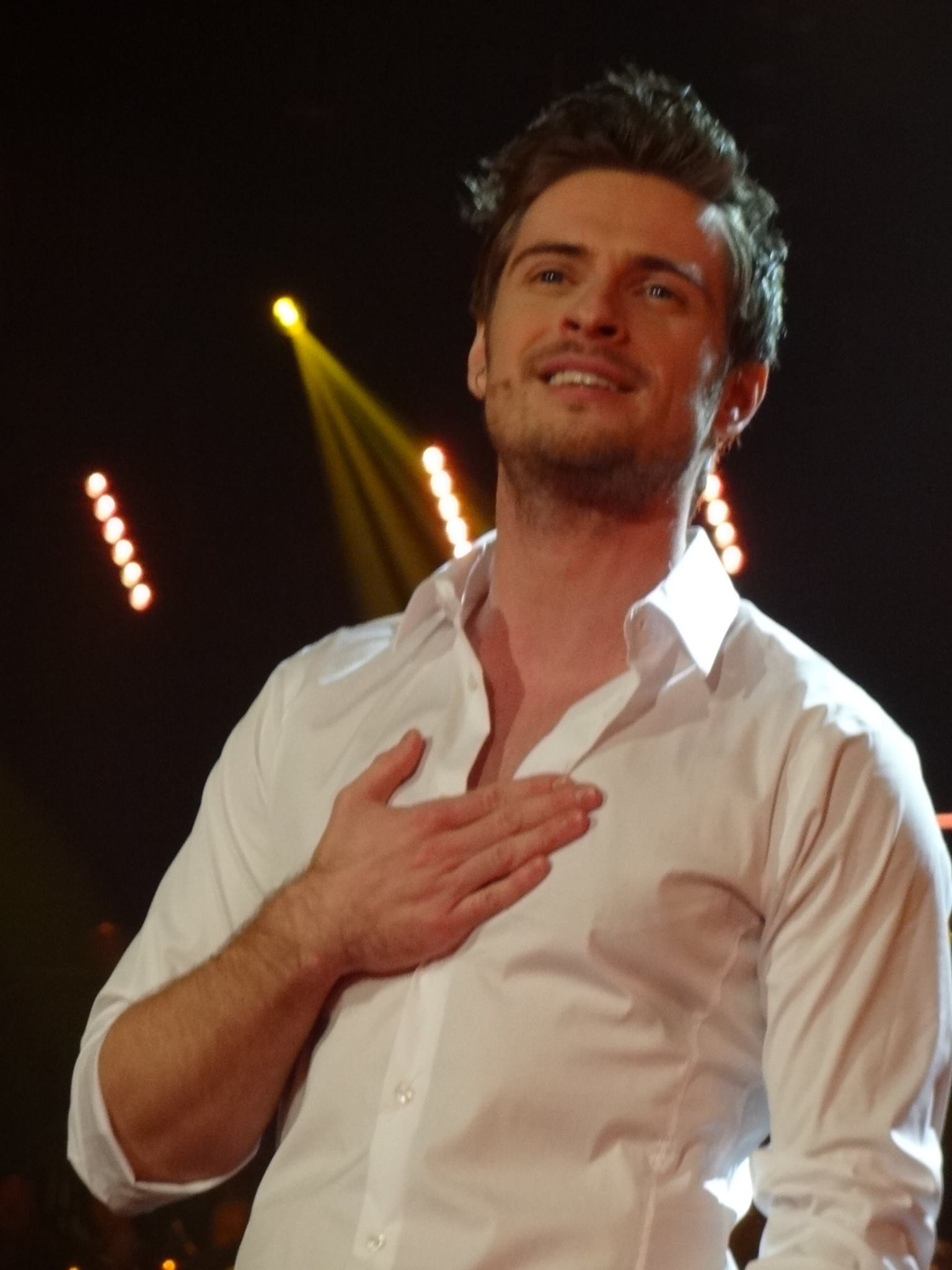
Jörn Schlönvoigt (2015)

Im Alter von elf Jahren rappte Schlönvoigt eigene Texte auf Hip-Hop-Musik. Mit 16 gründete er mit seinem Halbbruder die Punkrockband Cherry Poppers, die den Radio Fritz! Demo-Contest gewann. Nach der Mittleren Reife auf der Salvador-Allende-Oberschule in Berlin-Köpenick begann Schlönvoigt eine Ausbildung zum Groß- und Außenhandelskaufmann, die er wegen seines späteren schauspielerischen Engagements in der Fernsehserie Gute Zeiten, schlechte Zeiten nicht abschloss.
Er arbeitete zunächst als Komparse in verschiedenen Serien wie Schloss Einstein (Folge 325 und 326) und Alphateam. Auch betätigte er sich als Model für Versandhaus-Kataloge. Zur Ausbildung für die Arbeit vor der Kamera nahm er Schauspielunterricht bei Schauspielcoach Nina Claassen sowie bei Heidelotte Dieh und Engelbert von Nordhausen. Im Juli 2004 bekam er eine erste größere Rolle in einer Folge der Fernsehserie Stefanie – Eine Frau startet durch. Seit dem Dezember 2004 spielt er in Gute Zeiten, schlechte Zeiten die Rolle des Philip Höfer. Er war im März 2005 Gastmoderator bei The Dome 33 in Salzburg. 2008 war er in dem Kurzfilm Der Schrei – Eine ganz alltägliche Geschichte (Regie: Carsten Degenhardt) zu sehen.
Im September 2007 wurde seine erste Single Das Gegenteil von Liebe veröffentlicht, die in Deutschland die Top-10 erreichte. Die zweite Veröffentlichung Superhelden sterben nicht folgte Ende November des Jahres. Im Januar 2008 erschien seine dritte Single Ein Leben lang, die auch bei RTL als Imagesong zu hören war. Im Winter 2007 ging Schlönvoigt mit der deutschen Sängerin LaFee auf Deutschland- und Österreich-Tour. Mit seiner Tanzpartnerin Helena Kaschurow nahm er 2011 an der vierten Staffel der RTL-Show Let’s Dance teil. Das Paar erreichte den fünften Platz.
2014 veröffentlichte er sein zweites Album Für immer und ewig. Neben seiner Karriere als Schauspieler und Sänger ist er zudem auch als DJ unterwegs und betreibt seine eigene Modelinie QNH – closing and more. Im Januar 2015 war er Teilnehmer der RTL-Reality-Sendung Ich bin ein Star – Holt mich hier raus! und belegte den zweiten Platz in der neunten Staffel. Im Juli 2016 nahm er an der RTL-Show Ninja Warrior Germany – Die stärkste Show Deutschlands teil, bei der er im ersten Durchgang scheiterte.
Im August 2017 erschien mit Tausend Wunder sein drittes Album. 2018 wirkte er beim Ninja Warrior Germany Promi-Special für den RTL-Spendenmarathon mit und schaffte es bis in die zweite Runde.

### Privatleben

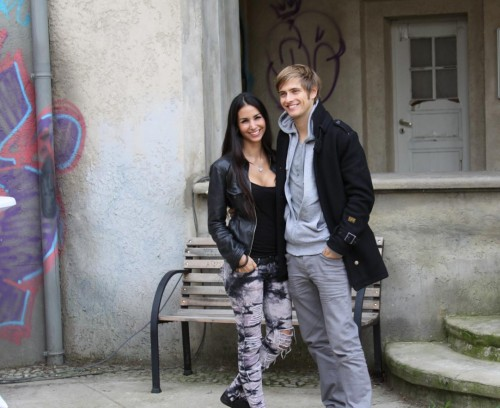
Jörn Schlönvoigt und Sıla Şahin (2010)

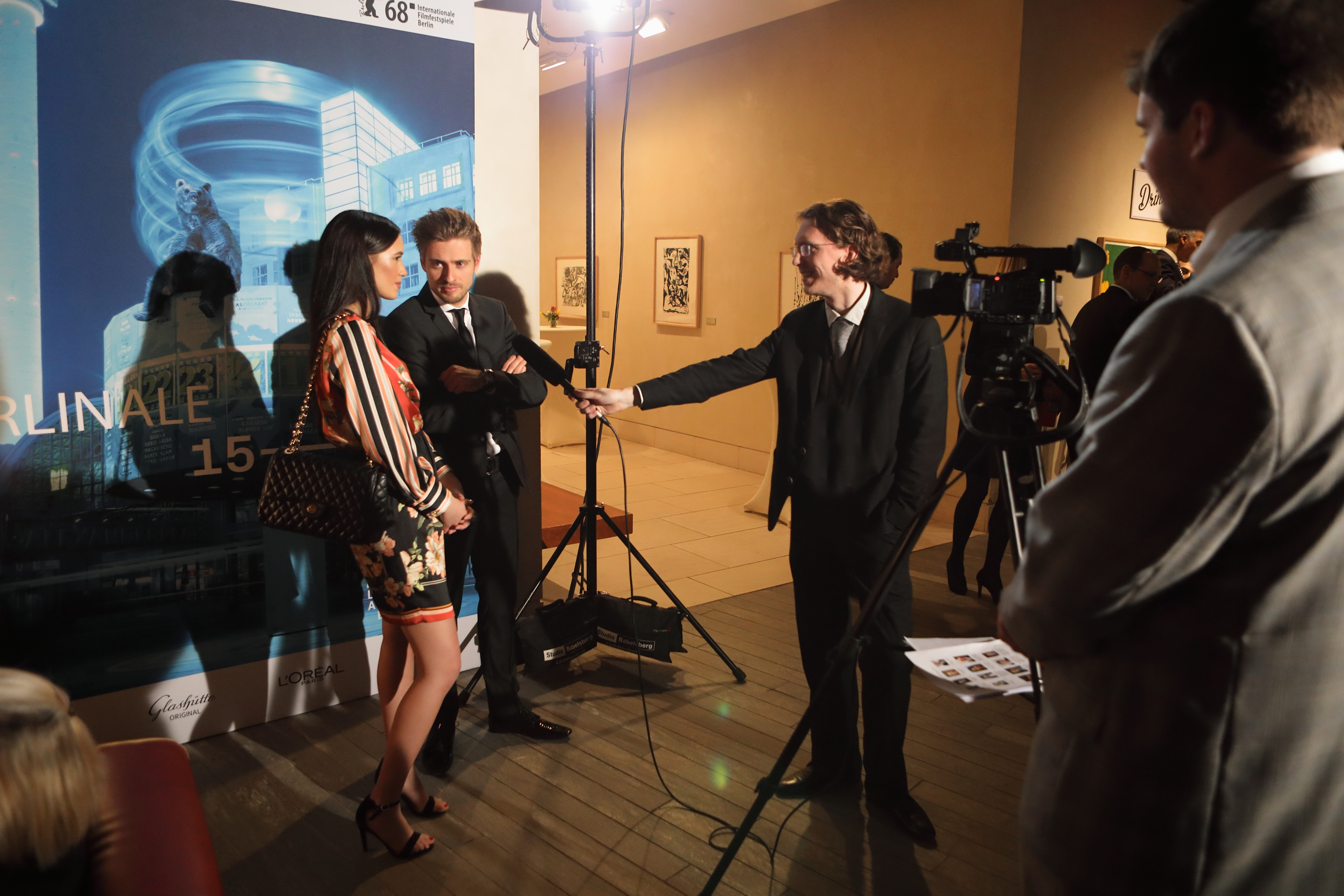
Interview mit Hanna Weig und Jörn Schlönvoigt (2018)

Schlönvoigt war etwa ein Jahr lang mit der Schauspielerin Sarah Tkotsch liiert. Im März 2010 trennte sich das Paar. Von 2010 bis 2013 war er mit seiner Schauspielkollegin Sıla Şahin und von 2013 bis 2016 mit Syra Feiser liiert. 2018 heiratete er die Influencerin Hanna Weig, mit der er eine 2017 geborene Tochter hat. Das Paar trennte sich 2022.
Seit August 2015 ist Jörn Schlönvoigt Botschafter für fideo – eine von der Stiftung Deutsche Depressionshilfe angebotene Plattform mit Selbsthilfe-Forum zu Depressionen bei jungen Menschen.

## Auszeichnungen
- 2006 – Bravo Otto in Gold in der Kategorie TV-Star männlich
- 2007 – Bravo Otto in Silber in der Kategorie TV-Star männlich
- 2008 – CMA Wild and Young Award in Gold in der Kategorie Bester Schauspieler Soap/TV
- 2008 – CMA Wild and Young Award in Silber in der Kategorie Bester Sänger
- 2009 – CMA Wild and Young Award in Gold in der Kategorie Bester Schauspieler Soap/TV
- 2014 – smago! Award in der Kategorie Publikumsliebling aller Generationen

## Filmografie (Auswahl)
- seit 2004: Gute Zeiten, schlechte Zeiten (Fernsehserie)
- 2010: Familie Fröhlich – Schlimmer geht immer
- 2014: Frühlingsgeflüster
- 2016: Notruf Hafenkante (Fernsehserie, zwei Folgen)
- 2018: Beck is back! (Fernsehserie, eine Folge)
- 2019: Nachtschwestern (Fernsehserie, eine Folge)
- 2019: Verstehen Sie Spaß? (Fernsehshow, Lockvogel)
- 2019, 2024: Wer weiß denn sowas? (Fernsehshow, zwei Folgen)

## Diskografie

### Studioalben
| Jahr | Titel              | Höchstplatzierung, Gesamtwochen, AuszeichnungChartplatzierungen (Jahr, Titel, Platzierungen, Wochen, Auszeichnungen, Anmerkungen) | Höchstplatzierung, Gesamtwochen, AuszeichnungChartplatzierungen (Jahr, Titel, Platzierungen, Wochen, Auszeichnungen, Anmerkungen) | Höchstplatzierung, Gesamtwochen, AuszeichnungChartplatzierungen (Jahr, Titel, Platzierungen, Wochen, Auszeichnungen, Anmerkungen) | Anmerkungen                              |
| Jahr | Titel              | DE | AT | CH | Anmerkungen                              |
| ---- | ------------------ | --- | --- | --- | ---------------------------------------- |
| 2007 | Jörn Schlönvoigt   | DE48 (2 Wo.)DE | — | CH78 (1 Wo.)CH | Erstveröffentlichung: 28. September 2007 |
| 2014 | Für immer und ewig | DE55 (1 Wo.)DE | — | — | Erstveröffentlichung: 17. Oktober 2014   |
| 2017 | Tausend Wunder     | — | — | — | Erstveröffentlichung: 11. August 2017    |

### Singles
| Jahr | Titel Album                                | Höchstplatzierung, Gesamtwochen, AuszeichnungChartplatzierungen (Jahr, Titel, Album, Platzierungen, Wochen, Auszeichnungen, Anmerkungen) | Höchstplatzierung, Gesamtwochen, AuszeichnungChartplatzierungen (Jahr, Titel, Album, Platzierungen, Wochen, Auszeichnungen, Anmerkungen) | Höchstplatzierung, Gesamtwochen, AuszeichnungChartplatzierungen (Jahr, Titel, Album, Platzierungen, Wochen, Auszeichnungen, Anmerkungen) | Anmerkungen                             |
| Jahr | Titel Album                                | DE | AT | CH | Anmerkungen                             |
| ---- | ------------------------------------------ | --- | --- | --- | --------------------------------------- |
| 2007 | Das Gegenteil von Liebe Jörn Schlönvoigt   | DE8 (9 Wo.)DE | AT21 (9 Wo.)AT | CH50 (2 Wo.)CH | Erstveröffentlichung: 7. September 2007 |
| 2007 | Superhelden sterben nicht Jörn Schlönvoigt | DE88 (1 Wo.)DE | — | — | Erstveröffentlichung: 30. November 2007 |
| 2008 | Ein Leben lang                             | DE41 (4 Wo.)DE | — | — | Erstveröffentlichung: 25. Januar 2008   |